# 禁煙推進議員連盟
禁煙推進議員連盟 （きんえんすいしんぎいんれんめい）は、2002年3月7日に日本の超党派の国会議員によって設立された議員連盟。2014年10月に「東京オリンピック・パラリンピックに向けて受動喫煙防止法を実現する議員連盟」（とうきょうオリンピック・パラリンピックにむけてじゅどうきつえんぼうしほうをじつげんするぎいんれんめい）、2018年11月20日に「国際基準のタバコ対策を推進する議員連盟」（こくさいきじゅんのタバコたいさくをすいしんするぎいんれんめい）と改名し、引き続き超党派で活動している。

## 概要
2002年3月7日、健康増進法へ「受動喫煙防止」を盛り込むことを目標とし、綿貫民輔を会長とし、小宮山洋子及び武見敬三を事務局長とする議員連盟が発足した。発足当初の加盟議員は64名。
その後、加盟議員は増加し100名以上を擁する議員連盟として、受動喫煙問題に関する国会質疑等の活動を展開し、たばこの規制に関する世界保健機関枠組条約（WHO FCTC）の批准に大きな役割を果たした。
最盛期には前立腺がんを患った森喜朗元首相なども加盟していたほか、末期がん患者としてがん医療の充実を求めて国会演説を行った山本孝史は同議員連盟発足時からのメンバーである。
議員連盟の活動の中心的な役割を果たしていた小宮山洋子の政界引退以降は、目立った活動が無くなっていたが、2014年10月に「東京オリンピック・パラリンピックに向けて受動喫煙防止法を実現する議員連盟」と改名し、東京オリンピック・パラリンピックに向け、罰則付きの強制力をもった受動喫煙防止法の制定を目指して活動を続けた。
2018年7月18日に改正健康増進法が成立したものの、客先面積100平方メートル以下の既存飲食店では喫煙を認めるなど、当初案に比べて大幅に規制緩和された内容であったため、同年11月20日に「国際基準のタバコ対策を推進する議員連盟」と改名し、たばこの規制に関する世界保健機関枠組条約（WHO FCTC）に則った規制を目指ざすことを目的に活動を続けている。

## 活動方針
- 本議連成立後3年以内に、屋内の公共的空間の禁煙もしくは完全分煙を義務化する、強制力を持った受動喫煙防止法の制定を目指す[6]。
- そのために、WHO（世界保健機関）、FCTC事務局（たばこ規制枠組条約事務局）をはじめとする関係国際機関、厚生労働省をはじめとする関係省庁、東京都をはじめとする地方自治体と意見交換を行う[6]。
- そうした情報をふまえ、衆・参議院法制局の協力のもと法案を作成し、各政党の合意を得た上で、議員立法として成立を期す[6]。
- 法律の周知を図り、スモークフリーオリンピック・パラリンピックを実現し、東京大会のへルスレガシーを目指す[6]。

## 所属議員

### 役員
- 副会長：長妻昭（立憲民主党）
- 副会長：小池晃（日本共産党）
- 副会長：福島瑞穂（社会民主党）
- 幹事長兼事務局長：松沢成文（日本維新の会）

### 加盟議員
- 三原じゅん子（自由民主党）
- 鶴保庸介（自由民主党）
- 長浜博行（立憲民主党）
- 寺田学（立憲民主党）
- 串田誠一（日本維新の会）
- 岡本三成（公明党）
- 秋野公造（公明党）
- 古屋範子（公明党）
- 田村智子（日本共産党）

※発足当初より、加入・脱退による変動により加盟議員は推移している。

## 引退・落選した役員及びメンバー
- 近藤剛（2003年に議員辞職）
- 宮下創平（副会長・2003年に引退）
- 青山二三（2003年に引退）
- 日笠勝之（幹事・2004年に引退）
- 武山百合子(2005年に落選)
- 清水嘉与子（2007年に引退）
- 常田享詳（幹事・2007年に落選）
- 山本保（幹事・2007年に落選）
- 山本孝史（2007年に死去）
- 津島雄二（副会長・2009年に引退）
- 笹川堯（2009年に引退）
- 鈴木恒夫（2009年に引退）
- 綿貫民輔（会長・2009年に落選）
- 宇野治（2009年に落選）
- 林潤（2009年に落選）
- 弘友和夫（幹事・2010年に引退）
- 浜四津敏子（2010年に引退）
- 西島英利（2010年に落選）
- 森喜朗（2012年に引退）
- 小宮山洋子（幹事長・2012年に落選）
- 松宮勲（2012年に落選）
- 松あきら（副会長・2013年に引退）
- 加藤修一（2013年に引退）
- 渡辺孝男（2013年に引退）
- 鈴木克昌（2017年に引退）
- 郡和子（2017年に議員辞職）
- 石井みどり（2019年に引退）
- 桝屋敬悟（副会長・2021年に引退）
- 尾辻秀久（会長・2025年に引退）
- 武見敬三（副会長・2025年に落選）
- 山東昭子（2025年に落選）
- 川田龍平（2025年に落選）